# Cratere Biflindi
Biflindi è un cratere sulla superficie di Callisto.